# Осинковский
Осинковский — посёлок в Меленковском районе Владимирской области России, входит в состав Илькинского сельского поселения.

## География
Посёлок расположен в 10 км на восток от центра поселения села Илькино и в 20 км на юго-восток от Меленок.

## История
Посёлок возник в начале XX века, в 1926 году в нём числилось 3 двора. С 1929 года посёлок входил в состав Осинковского сельсовета Меленковского района, с 1940 года — в составе Илькинского сельсовета, с 2005 года — в составе Илькинского сельского поселения. 

## Население
| 1926 | 2002 | 2010 | 2021 |
| ---- | ---- | ---- | ---- |
| 19   | ↗20  | ↘0   | →0   |